# 普拉茨德莫约-拉普雷斯特
普拉茨德莫约-拉普雷斯特（法語：Prats-de-Mollo-la-Preste，法語發音：[pʁats də mɔjo la pʁɛst] ⓘ）是法国东比利牛斯省的一个市镇，南与西班牙赫羅納省接壤，属于塞雷区。

## 地名
该市镇名“Prats-de-Mollo-la-Preste”来源于加泰罗尼亚语，拼读方式不完全符合法语正字法，其标准发音为[pʁats də mojo la pʁɛst]，根据实际发音其应译作“普拉茨德莫约-拉普雷斯特”，《世界地名翻译大辞典》与《世界地名译名词典》将其误译作“普拉德莫洛-拉普雷斯特”。

## 地理
普拉茨德莫约-拉普雷斯特（42°24'14"N, 2°28'45"E）面积145.09 平方千米，位于法国奧克西塔尼大區东比利牛斯省，该省份为法国大陆部分最南部的省份，涵盖了北加泰罗尼亚，北起奥德省，西接阿列日省和安道尔，南与西班牙接壤，东临地中海。

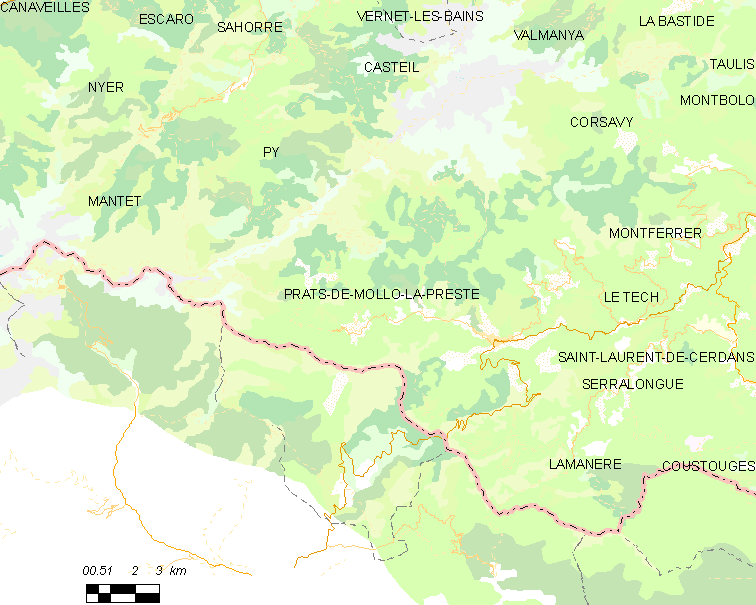
普拉茨德莫约-拉普雷斯特的OSM定位图

与普拉茨德莫约-拉普雷斯特接壤的市镇（或旧市镇、城区）包括：塞特卡塞斯、坎普罗东、莫略、拉马内尔、芒泰、皮村、卡斯泰伊、勒泰克、塞拉隆格。
普拉茨德莫约-拉普雷斯特的时区为UTC+01:00、UTC+02:00（夏令时）。

## 行政
普拉茨德莫约-拉普雷斯特的邮政编码为66230，INSEE市镇编码为66150。

## 政治
普拉茨德莫约-拉普雷斯特所属的省级选区为勒卡尼古县。

## 人口
普拉茨德莫约-拉普雷斯特于2022年1月1日时的人口数量为1114人。

1962-2008年间普拉茨德莫约-拉普雷斯特人口变化图示